# Zjytkavytjy
Zjytkavytjy (vitryska: Жыткавічы) är en stad i Belarus.   Den ligger i voblasten Homels voblast, i den centrala delen av landet, 190 km söder om huvudstaden Horad Mіnsk. Zjytkavytjy ligger 137 meter över havet och antalet invånare är 15 933.

## Natur och klimat
Terrängen runt Zjytkavytjy är mycket platt. Zjytkavytjy är det största samhället i trakten.
I omgivningarna runt Zjytkavytjy växer i huvudsak blandskog. Runt Zjytkavytjy är det glesbefolkat, med 16 invånare per kvadratkilometer.